# Maksymilian Pingot
Maksymilian Pingot (* 1. April 2003 in Konin) ist ein polnischer Fußballspieler.

## Karriere

### Verein
Maksymilian Pingot erlernte das Fußballspielen beim polnischen Verein Sparta Konin. 2016 wechselte der polnische Innenverteidiger in die Jugendabteilung von Lech Posen.
Am 10. April 2021 debütierte er für die zweite Mannschaft Posens am 26. Spieltag der 2. Liga beim 3:1-Auswärtssieg gegen Olimpia Grudziądz.
Sein Ligadebüt für die erste Mannschaft von Lech Posen absolvierte Pingot am 16. Juli 2022 am 1. Spieltag der Ekstraklasa 2022/23 bei der 0:2-Heimniederlage gegen FKS Stal Mielec.

### Nationalmannschaft
Pingot debütierte in der polnischen U21 am 27. September 2022 bei einem 1:1-Remis im Freundschaftsspiel gegen Lettland.

## Erfolge
Lech Posen
- Polnischer Meister: 2025